# トヨタオートモールクリエイト
株式会社トヨタオートモールクリエイト（英称：TOYOTA AUTOMALL DEVELOPMENT CORPORATION）は、ショッピングセンターの管理・運営事業を行うトヨタ自動車子会社のトヨタグループの不動産会社である。

## 概要
1999年（平成11年）9月22日設立。2000年（平成12年）11月10日、岐阜県に同社初となるオートモール併設型の大型複合商業施設（ショッピングセンター）の『カラフルタウン岐阜』を開業。2007年（平成19年）12月5日には、横浜市に『トレッサ横浜』の北棟を開業し、翌年2008年（平成20年）3月27日に南棟を開業したことで全館開業した。上記2つのショッピングセンターを管理・運営しているほか、埼玉にあるイオンレイクタウンと大阪にあるアリオ八尾にオートモールを開設し運営している。
2025年（令和7年）8月29日、三井不動産がトヨタ自動車から全株式を取得し完全子会社化する予定で、所有するカラフルタウン岐阜とトレッサ横浜については、三井不動産とトヨタ不動産が共同取得するとしている。

## 沿革
- 1999年9月22日 - 設立。
- 2000年11月10日 - カラフルタウン岐阜をオープン。
- 2006年11月 - アリオ八尾内に大阪オートモールをオープン。
- 2007年12月5日 - トレッサ横浜の北棟をオープン。
- 2008年3月27日 - トレッサ横浜の南棟をオープンしたことで全館開業。
- 2008年10月2日 - イオンレイクタウン内にトヨタモールをオープン。
- 2019年3月18日 - 本社を中村区名駅のLCビルから中村区平池町のグローバルゲートに移転[3]。
- 2025年8月29日 - 三井不動産株式会社がトヨタ自動車株式会社から全株式を取得し、子会社化する予定[2]。

## 運営施設

### ショッピングセンター
いずれもオートモール併設型
- カラフルタウン岐阜
- トレッサ横浜

### オートモール
- 埼玉オートモール（通称：トヨタモール、イオンレイクタウン内）
- 大阪オートモール（通称：オートモール、アリオ八尾内）
  - 2019年6月現在大阪トヨタのみ営業している[4]。

## 関連画像
- トレッサ横浜
- カラフルタウン岐阜